# 하마드 알야미
하마드 알야미(아랍어: حمد اليامي, Hamad Al-Yami, 1999년 5월 17일 ~ )는 사우디아라비아의 축구 선수로, 포지션은 미드필더이다.